# 格倫德爾湖

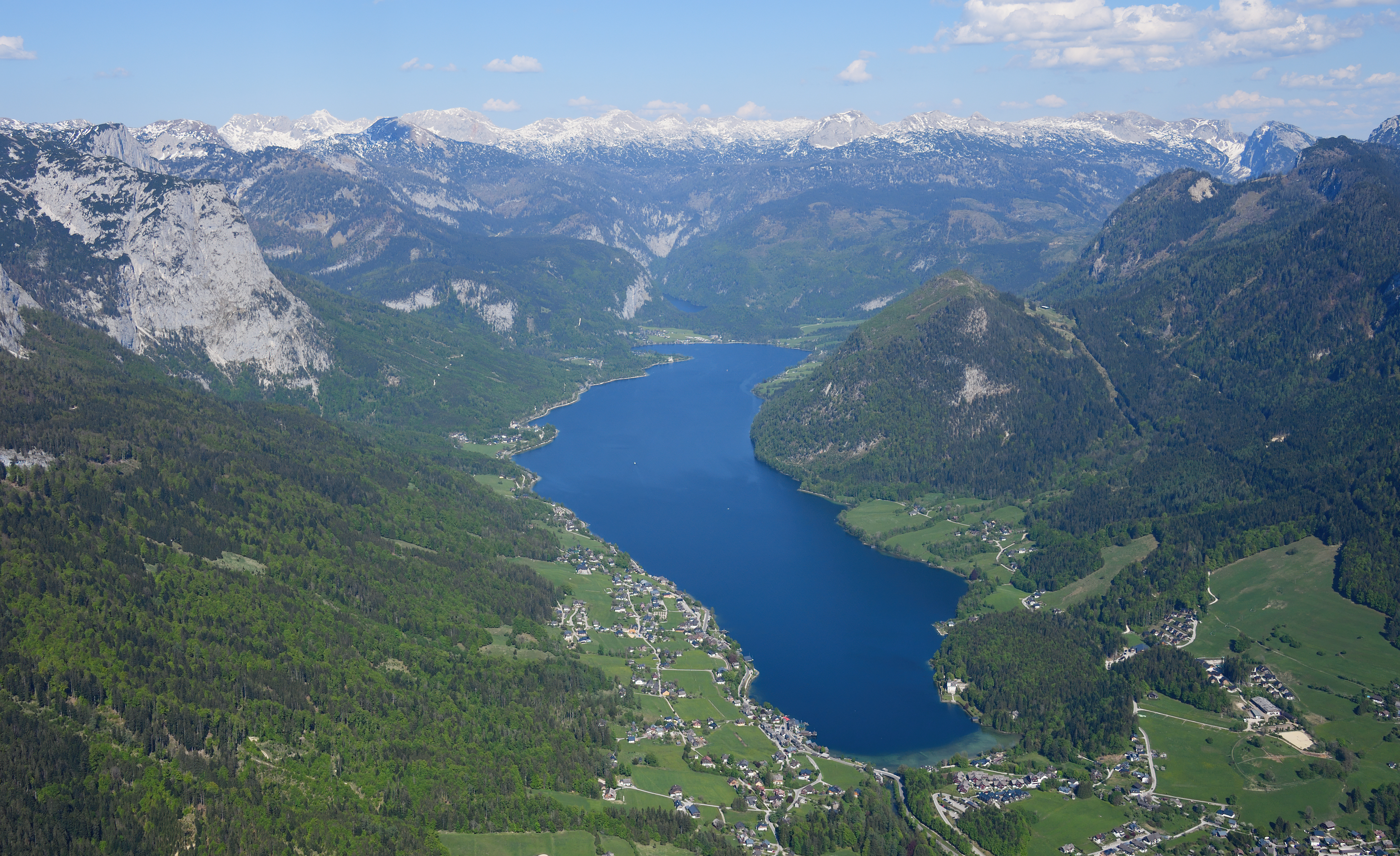

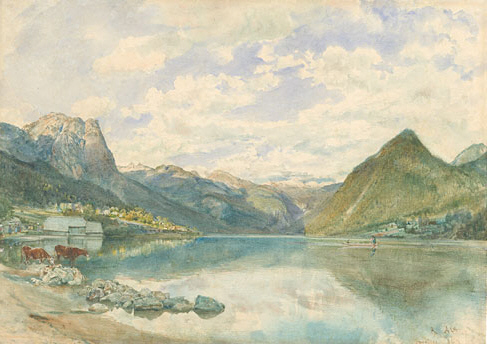

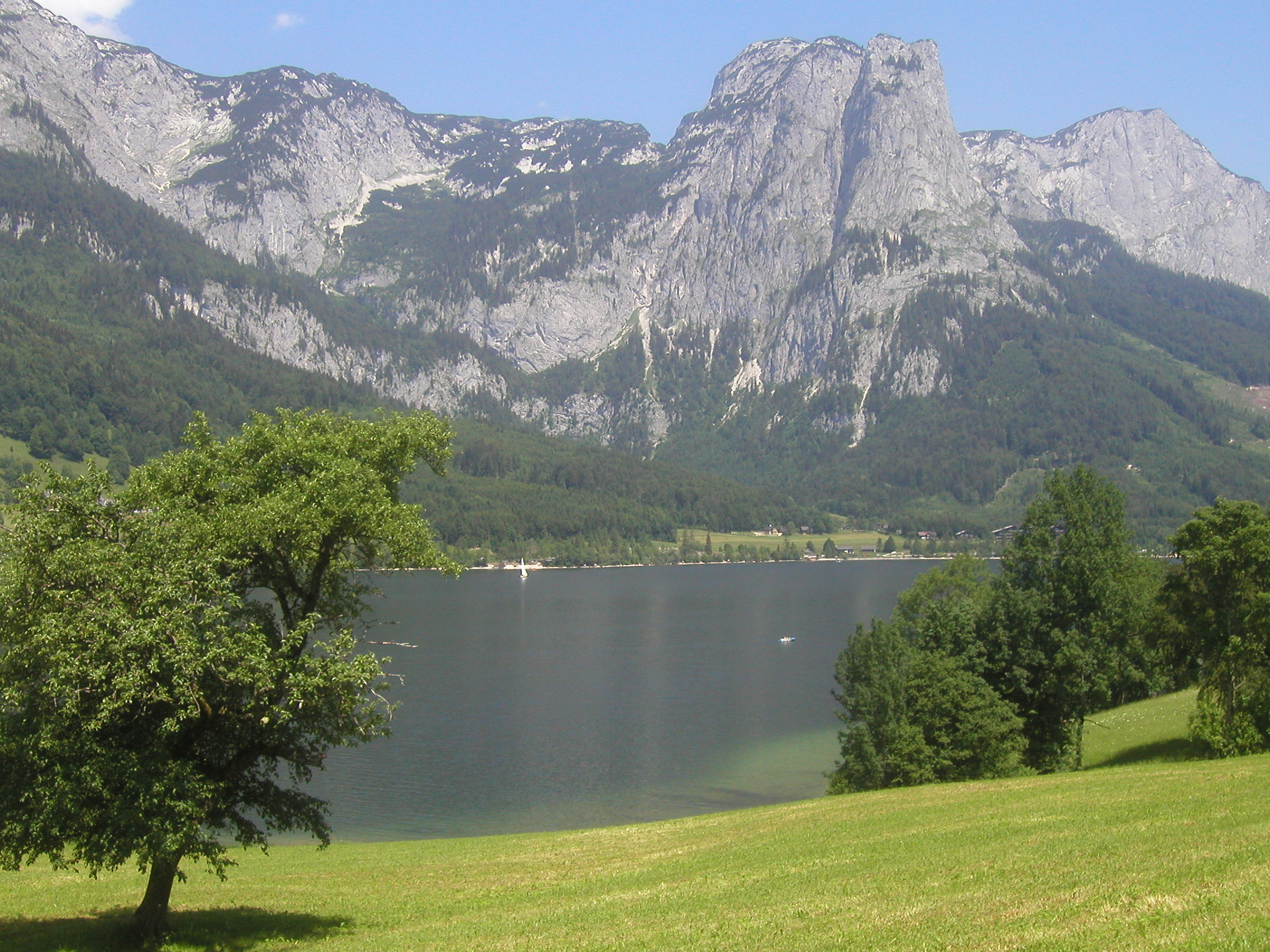

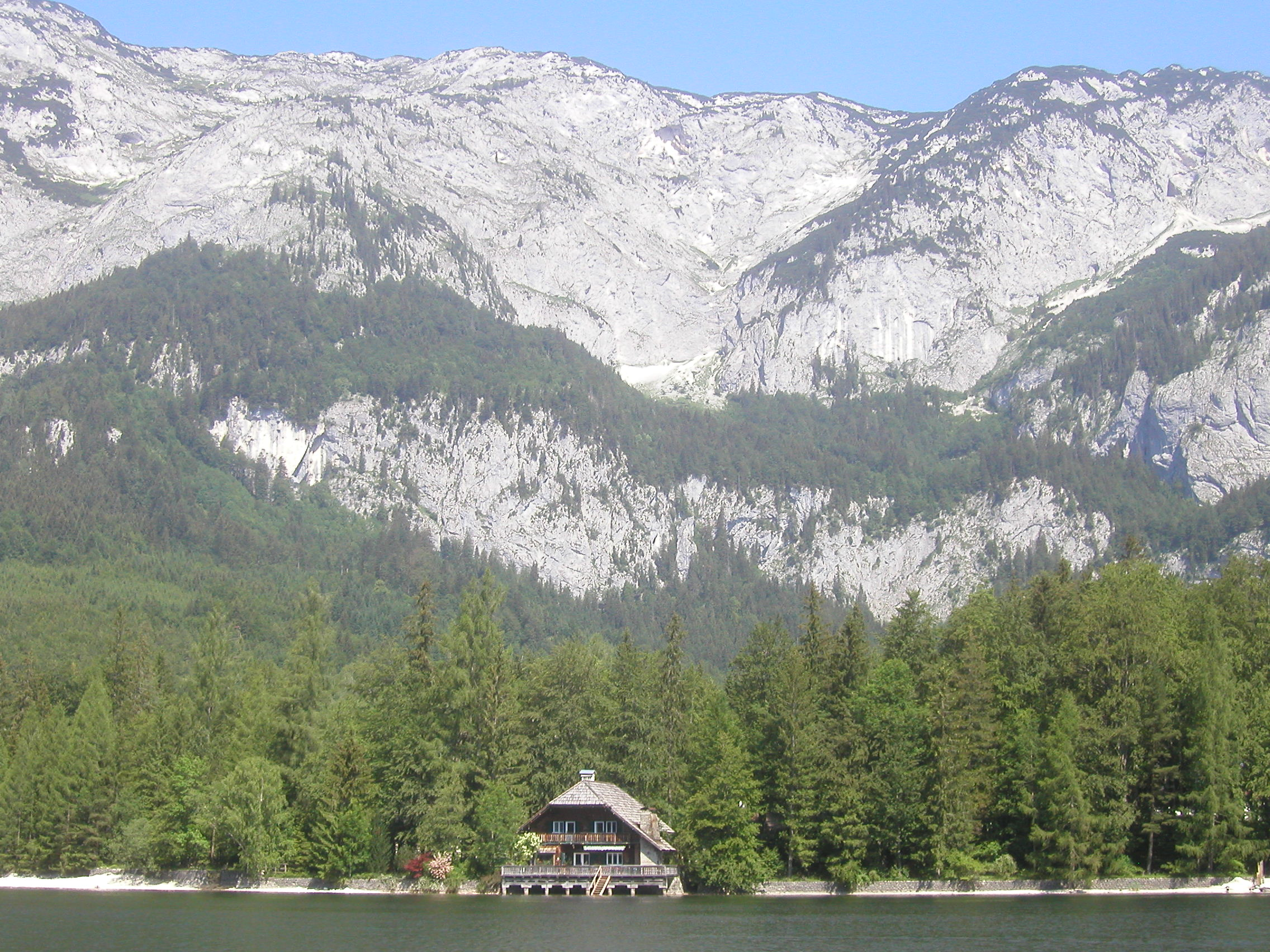

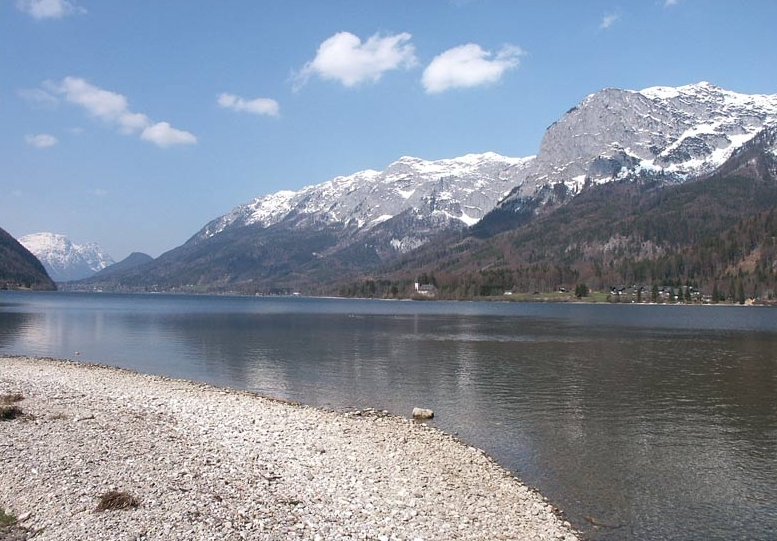

格倫德爾湖是奧地利的湖泊，位於薩爾茨卡默古特，毗鄰巴特奧塞，長5.7公里、寬0.9公里，面積4平方公里，海拔高度708米，最大水深64米，是多種魚類的棲息地。